# Løgtingswahl 1988
- Republikaner: 6
- Sozialdemokraten: 7
- Selbstverwaltung: 2
- Unionisten: 7
- Christdemokraten: 2
- Volkspartei: 8

Die Løgtingswahl 1988 auf den Färöern fand am 8. November 1988 statt. Es war die 11. Wahl nach Erlangung der inneren Selbstverwaltung (heimastýri) im Jahr 1948.
Gewinner war der konservative Fólkaflokkurin, der auch als größte Partei aus dieser Wahl hervorging. Er konnte einen Sitz hinzugewinnen und den Sitzanteil von 7 auf 8 erhöhen.
Verlierer dieser Wahl war der sozialdemokratische Javnaðarflokkurin, der einen Sitz abgeben musste. Der unionistische Sambandsflokkurin und der linksrepublikanische Tjóðveldisflokkurin konnten dagegen ihre Anteile halten. Auch die beiden kleineren Parteien, der Sjálvstýrisflokkurin und der Kristiligi Fólkaflokkurin, konnten ihren Sitzanteil halten. Der Framsóknarflokkurin, eine kurzlebige Abspaltung des Kristiligi Fólkaflokkurin, die bei dieser Wahl zum ersten Mal antrat, blieb erfolglos und löste sich später auf.
Das Wahlergebnis hatte zur Folge, dass die sozialdemokratisch geführte Landesregierung Atli Dam V durch die bürgerlich-konservativ geführte Landesregierung Jógvan Sundstein I abgelöst wurde, an der der Tjóðveldisflokkurin jedoch weiterhin als großer Koalitionspartner mit zwei Ministern, darunter Signar Hansen als stellvertretender Ministerpräsident, beteiligt war.

## Ergebnisse der Løgtingswahl vom 8. November 1988
An der Wahl beteiligten sich sieben Parteien, von denen sechs ins Parlament einzogen.
| Partei                        | Stimmen | Prozent | Sitze |  |
| ----------------------------- | ------- | ------- | ----- |  |
| A – Fólkaflokkurin            | 6.692   | 23,2    | 8     |  |
| C – Javnaðarflokkurin         | 6.233   | 21,6    | 7     |  |
| B – Sambandsflokkurin         | 6.116   | 21,2    | 7     |  |
| E – Tjóðveldisflokkurin       | 5.520   | 19,2    | 6     |  |
| D – Sjálvstýrisflokkurin      | 2.033   | 7,1     | 2     |  |
| F – Kristiligi Fólkaflokkurin | 1.582   | 5,5     | 2     |  |
| G – Framsóknarflokkurin       | 617     | 2,1     | 0     |  |
| Gesamt                        | 28.806  | 100     | 32    |  |